# Blanckensee
Blanckensee und Blankensee sind deutsche Familiennamen.

## Namensträger
Blanckensee:
- Adam Christian von Blanckensee, preußischer Offizier, 1747 Ritter des Ordens Pour le Mérite
- Adolf von Blanckensee (1812–1871), preußischer Generalmajor, Kommandant von Torgau
- Busso Christian von Blanckensee (1695–1765), preußischer Oberst, Chef des Garnisonregiments Nr. 10
- Christian Friedrich von Blanckensee (1716–1757), preußischer Generalmajor, Chef des Dragonerregiments Nr. 2
- Cuno von Blanckensee (1862–1938), preußischer Generalmajor
- Georg Christoph von Blanckensee (1710–1781), preußischer Regierungsrat und pommerscher Landrat im Kreis Pyritz
- Peter von Blanckensee (General, 1659) (1659–1734), preußischer General der Kavallerie
- Peter von Blanckensee (General, 1858) (1858–1914), preußischer Generalmajor
- Waldemar von Blanckensee (1828–1906), preußischer Generalmajor, Kommandeur der 2. Kavallerie-Brigade
- Wolf Alexander Ernst Christoph von Blanckensee (1684–1745), preußischer Generalmajor, Chef des Infanterie-Regiments Nr. 23
- Wulf Christoph von Blanckensee (1674–1717), deutscher Offizier, Stadtkommandant von Wismar

Blankensee:
- Anton von Blankensee († 1740), preußischer Oberst, Chef des Berliner Land-Regiments
- Bernd Siegmund von Blankensee (1693–1757), preußischer Generalmajor, Chef des Infanterie-Regiments Nr. 30
- Georg von Blankensee (1792–1867), Schriftsteller und Musiker